# Muro de agua

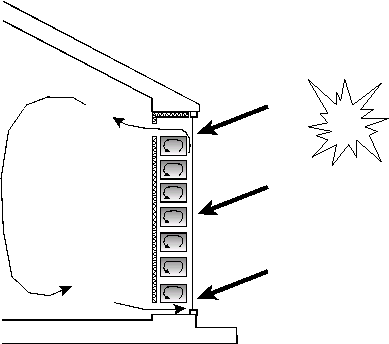
Esquema de funcionamiento de un muro de agua.

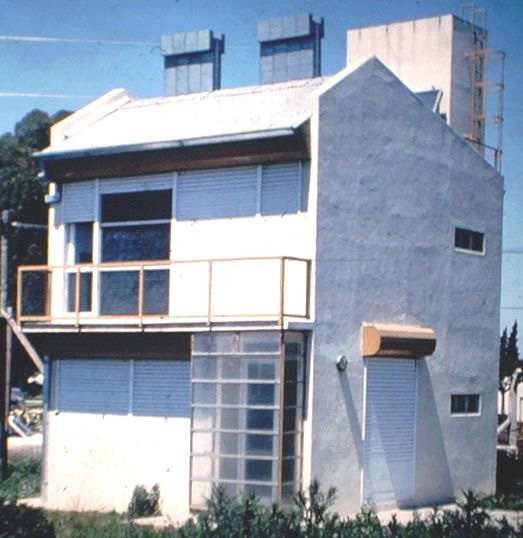
La casa solar de La Plata integra estrategias de diseño para minimizar el uso de energía en climatización. Tales como: muros de agua, agua caliente solar, aislamiento térmico, ventilación cruzada, ventilación selectiva, protección solar, techo ventilado, chimenea solar, secado solar de ropa, refrescamiento solar.

En la arquitectura bioclimática se utilizan, como una de las estrategias de diseño para amortiguar la variación de la onda térmica interior respecto de la exterior, sistemas simples que acumulen calor y luego lo cedan al ambiente interior, cuando en el exterior la temperatura baja.
Entre estos se encuentran los muros de agua, que son recipientes o paredes llenas de agua que forman un sistema integrado de calefacción, al combinar captación y almacenamiento.
Un buen ejemplo se encuentra en la "Casa solar de La Plata", construida en 1980 en la ciudad de La Plata, Buenos Aires, Argentina, en la esquina de 526 y 15.

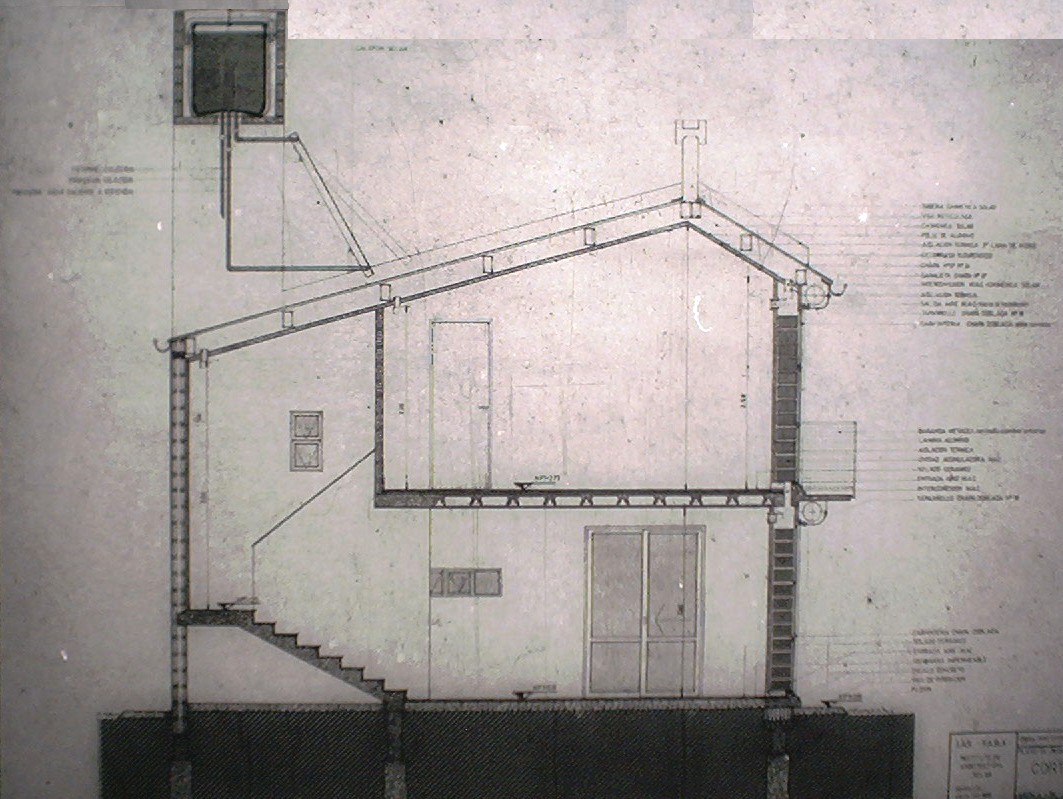
Vista en corte de la casa solar de La Plata integra estrategias de diseño para minimizar el uso de energía en climatización. Tales como: muros de agua, agua caliente solar, aislamiento térmico, ventilación cruzada, ventilación selectiva, protección solar, techo ventilado, chimenea solar, secado solar de ropa, refrescamiento solar.

 La casa solar de La Plata fue proyectada por los arquitectos Rosenfeld, Brusasco y Del Cueto el dimensionamiento de los sistemas solares fue realizado por el Dr en Física Jorge Guerrero y el modelo climático por el Dr Crivelli.